# Conrad Martens

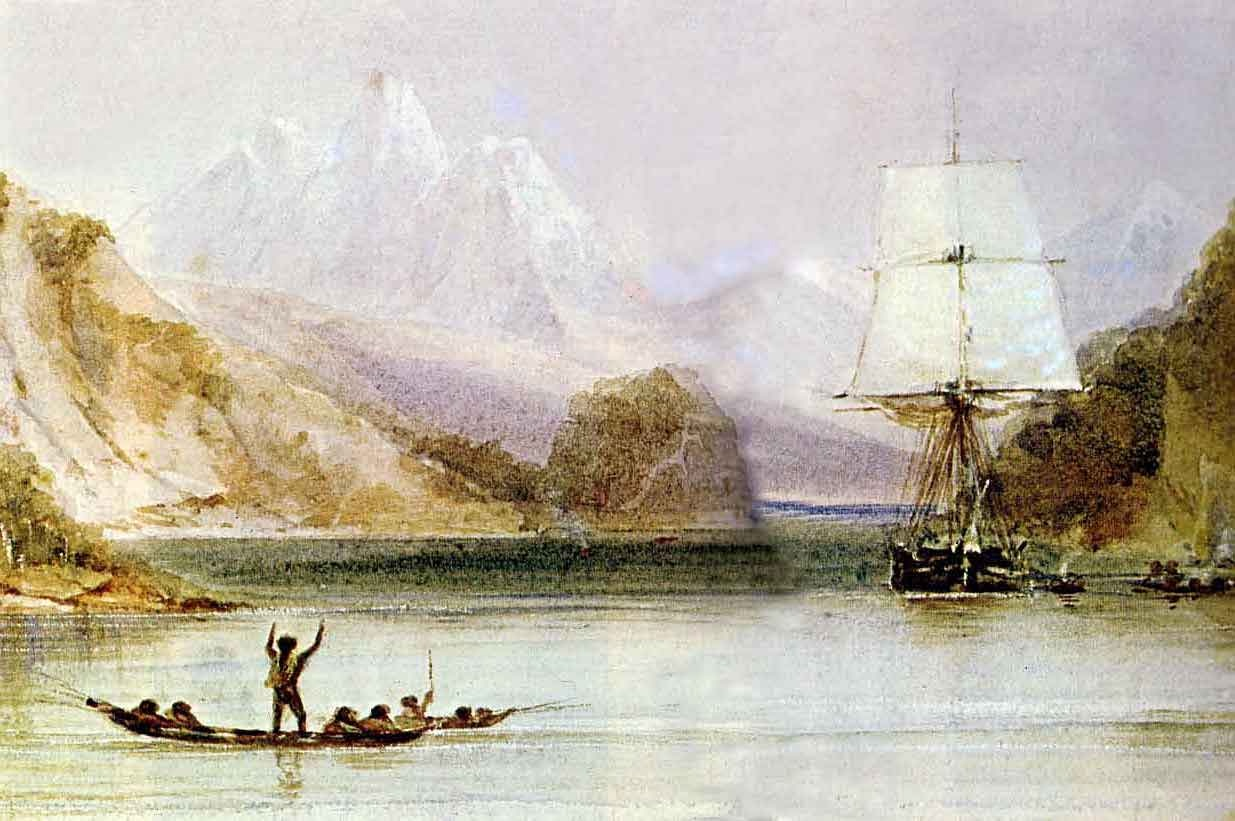
O HMS Beagle pintado por Martens

Conrad Martens (Londres, 1801 - Sydney, 21 de agosto de 1878) foi um pintor e desenhista inglês que passou algum tempo no Brasil e, em seguida, acompanhou Charles Darwin em sua viagem no HMS Beagle.

## Biografia
Filho de um comerciante que se  intitulava cônsul australiano em Londres. Conrad e seus dois irmãos John William e Henry estudaram pintura com o aquarelista Copley Fielding, famoso por suas paisagens.